# Lim Hng Kiang

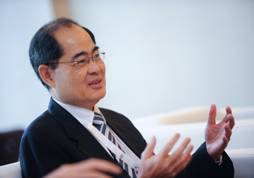
Lim Hng Kiang (2010)

Lim Hng Kiang (* 9. April 1954 in Singapur) ist ein Politiker (People’s Action Party) aus Singapur. Er war Minister für Handel und Industrie des Landes.

## Bildung
Lim wurde an der Raffles Institution ausgebildet, bevor er das Präsidentenstipendium erhielt und an der University of Cambridge studierte. 1985 erhielt Lim ein Stipendium für einen Master of Public Administration an der John F. Kennedy School of Government der Harvard University.

## Karriere
Lim begann seine Karriere bei den Singapore Armed Forces (SAF). Später war er stellvertretender Sekretär im Ministerium für nationale Entwicklung und Chief Executive Officer (CEO) des Housing and Development Board (HDB).
Lim hatte 1991–1997 erstmals als Abgeordneter für Tanjong Pagar GRC gewählt, bevor er als Ankerminister an die West Coast GRC wechselte und Ahmad Mattar ersetzte, der sich aus der Politik zurückgezogen hatte. Bernard Chen Tien Lap und Wan Soon Bee waren 1997 zu diesem GRC versetzt worden, bevor sie 2001 in den Ruhestand gingen.
Lim wurde 1991 zum Staatsminister für nationale Entwicklung ernannt, bevor er 1994 zum amtierenden Minister für nationale Entwicklung und zum zweiten Außenminister wechselte.
1995 wurde er Minister für nationale Entwicklung und zweiter Außenminister. 1998 gab er die Rolle des Zweiten Außenministers auf und wurde Zweiter Finanzminister. 1999 wurde er Gesundheitsminister und ersetzte Yeo Cheow Tong.
Während der schweren Epidemie des akuten respiratorischen Syndroms (SARS), die die Region durchzog, waren viele Singapurer der Ansicht, dass seine anfängliche Bewältigung der Krise unter Berufung auf seine mangelnde Führung und Unentschlossenheit dazu beitrug, die Epidemie zu verlängern, die die Wirtschaft schließlich in eine Rezession trieb. Während der damalige stellvertretende Premierminister Lee Hsien Loong sagte: „SARS hat unsere Wirtschaft erheblich gestört. Es hat nicht nur die Ausgaben für Touristen, sondern auch den Inlandsverbrauch beeinflusst. Sicherlich wird unser Wachstum im ersten Halbjahr beeinträchtigt, und wir müssen unsere Wachstumsprognosen revidieren.“ Andere zitierten seine Aufrufe, Patienten unter Quarantäne zu stellen und die örtlichen Schulferien zu schließen und zu verlängern.
Lim wurde 2004 zum Minister für Handel und Industrie ernannt. Anschließend wurde er 2015 beim Ministerium für Handel und Industrie für den Handel verantwortlich gemacht, bevor er am 1. Mai 2018 in den Ruhestand ging, und zum Sonderberater von MTI ernannt.
In seiner Amtszeit als Handelsminister stellten zahlreiche Spa-, Beauty- und Wellnessbetreiber ihre Geschäftstätigkeit in Singapur ein. Es gab Hunderte von Beschwerden und Rechtsfällen beim Small Claims Tribunal und CASE wegen des schlechten Service und der unethischen Praktiken der Spa-Betreiber. Infolge der Schließung eines großen Spa-Betreibers, True Spa Subtle Senses, der dazu führte, dass Mitglieder einen riesigen Geldbetrag verloren, reichten über 400 Personen beim Ministerium für Handel und Industrie eine Petition ein, um die Verbraucher vor dem Sein zu schützen um Millionen von Dollar betrogen.
Während einer Parlamentssitzung im Jahr 2010 erklärte Lim: „Die Einführung von Vorschriften kann die Flexibilität der Unternehmen einschränken, die Auswahlmöglichkeiten der Verbraucher verringern und möglicherweise zu höheren Kosten für die Verbraucher führen. Ein besserer Ansatz zum Schutz der Verbraucher besteht darin, ihre Wachsamkeit durch Aufklärung der Verbraucher und die Akkreditierung der Industrie zu erhöhen.“ CASE hat mit Unterstützung von MTI im April dieses Jahres das CaseTrust for Spa- und Wellness-Akkreditierungssystem eingeführt, um die Verbraucher für Spa-Standards zu sensibilisieren und bewährte Geschäftspraktiken einzuführen. Dazu gehört, dass Kunden eine Bedenkzeit von Mindestens fünf Arbeitstage, um die vollständige Rückerstattung der für Pakete geleisteten Zahlungen zu beantragen und den Kunden während der Behandlung keine Verkaufsgespräche zu ermöglichen. Diese Maßnahmen tragen dazu bei, Fälle zu vermeiden, in denen Verbraucher unter Druck gesetzt werden, Pakete zu kaufen. CASE prüft derzeit auch, ob finanzielle Solidität erforderlich ist im Akkreditierungssystem berücksichtigt. Wir werden die Situation überwachen und unseren Ansatz verfeinern bei Bedarf weiter.

## Persönliches Leben
Lim Hng Kiang hat zwei Söhne, Christopher Lim und Andrew Lim. Die Frau von Lim Hng Kiang, Lee Ai Boon, starb im April 2014 an Krebs.